# ترنسویل (تگزاس)
ترنسویل، تگزاس(به انگلیسی: Turnersville, Texas) شهری در ایالت تگزاس از ایالات جنوبی ایالات متحده آمریکا است.